# Hudsonov preliv
Hudsonov preliv je morski preliv v Kanadi, ki povezuje Atlantski ocean in Labradorsko morje s Hudsonovim zalivom. Leži med otokom Baffin in Nunavikom. Njegov vzhodni konec se začenja s Cape Chidley v Quebecu in otokom Resolution ob otoku Baffin. Preliv je dolg 750 km in je povprečno širok 125 km. Na najožjem delu je širok 70 km, na najširši točki pa 240 km .
Zaliv je odkril angleški pomorščak Sir Martin Frobisher leta 1578, prvi pa ga je raziskal George Weymouth, ki je leta 1602 preplul prvih 300 navtičnih milj.
Preliv je danes poimenovan po Henryju Hudsonu, ki je z ladjo  Discovery preliv raziskal leta 1610. Leta 1612 je preliv raziskoval tudi Thomas Button, podrobnejše mapiranje pa je izvedla odprava pod vodstvom Roberta Bylota in Williama Baffina leta 1616. Arhivirano 2019-04-01 na Wayback Machine.